# Lévignacq
Lévignacq är en kommun i departementet Landes i regionen Nouvelle-Aquitaine i sydvästra Frankrike. Kommunen ligger i kantonen Castets som tillhör arrondissementet Dax. År 2022 hade Lévignacq 345 invånare.

## Befolkningsutveckling
Antalet invånare i kommunen Lévignacq
Referens:INSEE